# 5141 Татібана
5141 Татібана (5141 Tachibana) — астероїд головного поясу, відкритий 16 грудня 1990 року.
Тіссеранів параметр щодо Юпітера — 3,292.
Названо на честь Татібани (яп. たちばな(橘) татібана).